# Danaus plexaure
Danaus eresimus plexaure is een vlinder uit de familie Nymphalidae en de onderfamilie Danainae.
Het taxon is lang beschouwd als soort, Danaus plexaure, maar wordt sinds de revisie van het geslacht Danaus door Smith en anderen uit 2005, opgevat als ondersoort van Danaus eresimus.
De naam van het taxon is, als Danais plexaure, in 1819 gepubliceerd door Godart, die ook de eerste beschrijving gaf.
De soortaanduiding plexaure komt uit de Griekse mythologie en verwijst naar Plexaure, een van de Nereïden (in de versie van het verhaal van Apollodorus).